# Liste des cavités naturelles les plus longues de la Vendée

Département de la Vendée.

La liste des cavités naturelles les plus longues du département de Vendée recense sous la forme d'un tableau, les cavités souterraines naturelles connues, dont le développement est supérieur à vingt mètres.
La communauté spéléologique considère qu'une cavité souterraine naturelle n'existe vraiment qu'à partir du moment où elle est « inventée » c'est-à-dire découverte (ou redécouverte), inventoriée, topographiée et publiée. Bien sûr, la réalité physique d'une cavité naturelle est la plupart du temps bien antérieure à sa découverte par l'homme ; cependant tant qu'elle n'est pas explorée, mesurée et révélée, la cavité naturelle n'appartient pas au domaine de la connaissance partagée.
La liste spéléométrique des plus longues cavités naturelles de la Vendée (> 13 m) est  actualisée fin 2018.
La plus longue cavité répertoriée dans le département de la Vendée est la grotte des Va-Nu-Pieds sur l'Île-d'Yeu (cf. ligne 1 du tableau ci-dessous).

## Répartition géographique
| \| La Roche-sur-Yon Les Sables-d’Olonne Fontenay-le-Comte \| Répartition géographique des cavités naturelles de Vendée. |
| La Roche-sur-Yon Les Sables-d’Olonne Fontenay-le-Comte                                                                  |

## Vendée (France)

### Cavités de développement supérieur à13m
9 cavités sont recensées au 31-12-2018.
| Réf. | Cavités (autres noms)            | Communes              | Massifs ou zones géographiques | Coordonnées (WGS 84)        | Développement (en mètres) | Dénivelée (en mètres) | Sources ou références     | Mises à jour |
| ---- | -------------------------------- | --------------------- | ------------------------------ | --------------------------- | ------------------------- | --------------------- | ------------------------- | ------------ |
| 1    | Grotte des Va-Nu-Pieds           | L'Île-d'Yeu           | Île-d'Yeu                      | 46° 41′ 16″ N, 2° 19′ 39″ O | +0 00043, m               | +0000, m              | Spéléométrie de la France | 2000-00      |
| 2    | Couloir des Meuils               | L'Île-d'Yeu           | Île-d'Yeu                      |                             | +0 00037, m               | +0000, m              | Spéléométrie de la France | 2000-00      |
| 3    | Grotte des Soux                  | L'Île-d'Yeu           | Île-d'Yeu                      | 46° 41′ 21″ N, 2° 19′ 29″ O | +0 00035, m               | +0000, m              | Spéléométrie de la France | 2000-00      |
| 4    | Grotte des Aplatis               | L'Île-d'Yeu           | Île-d'Yeu                      |                             | +0 00029, m               | +0000, m              | Spéléométrie de la France | 2000-00      |
| 5    | Trou du Diable                   | Saint-Hilaire-de-Riez | Corniche de Rié                | 46° 41′ 50″ N, 1° 58′ 22″ O | +0 00028, m               | +0008, m              | Page Wikipedia            | 2000-00      |
| 6    | Grotte de l'anse de la Baillette | Saint-Hilaire-de-Riez | Corniche de Rié                | 46° 41′ 50″ N, 1° 58′ 22″ O | +0 00025, m               | +0000, m              | Spéléométrie de la France | 2000-00      |
| 7    | Fosse à Charte                   | L'Île-d'Yeu           | Île-d'Yeu                      |                             | +0 00025, m               | +0000, m              | Spéléométrie de la France | 2000-00      |
| 8    | Trou à Lazare                    | L'Île-d'Yeu           | Île-d'Yeu                      |                             | +0 00021, m               | +0000, m              | Spéléométrie de la France | 2000-00      |
| 9    | Grotte de Saint-Philibert        | Noirmoutier-en-l'Île  | île de Noirmoutier             | 47° 00′ 41″ N, 2° 13′ 12″ O | +0 00013, m               | +0000, m              | Grottocenter              | 2000-00      |